# Frederikssund (gemeente)
Frederikssund is een gemeente in de Deense regio Hoofdstad (Hovedstaden) en telt 45.036 inwoners (2017). Hoofdplaats is de plaats Frederikssund met ongeveer 15.000 inwoners.
Bij de gemeentelijke herindeling van 2007 werden de gemeentes Frederikssund, Jægerspris, Skibby en Slangerup samengevoegd tot de nieuwe gemeente Frederikssund.

## Plaatsen in de gemeente
| - Dalby - Skibby - Skuldelev - Ferslev - Kyndby - Venslev - Slangerup - Græse Bakkeby - Jægerspris - Sønderby - Gerlev | - Landerslev - Lyngerup - Frederikssund - Jørlunde - Kyndby Huse - Store Rørbæk - Vellerup - Græse - Dalby Huse - Kulhuse - Over Dråby Strand |

Albertslund · Allerød · Ballerup · Bornholm · Brøndby · Dragør · Egedal · Fredensborg · Frederiksberg · Frederikssund · Furesø · Gentofte · Gladsaxe · Glostrup · Gribskov · Halsnæs · Helsingør · Herlev · Hillerød · Høje-Taastrup · Hørsholm · Hvidovre · Ishøj · København · Lyngby-Taarbæk · Rødovre · Rudersdal · Tårnby · Vallensbæk
- International Standard Name Identifier: 0000 0004 0493 7386